# Tamarua
Inscrits : 65 (2006)
Tamarua est l'une des trois circonscriptions électorales de l'île de Mangaia (îles Cook). Elle correspond au district (puna) homonyme de Tamarua.
Cette circonscription fut créée en 1981 par l'amendement constitutionnel no 9 . Jusqu'alors les 3 sièges d'Oneroa, Ivirua et Tamarua étaient regroupés dans la circonscription de Mangaia
Tamarua est la plus petite circonscription de l'archipel avec pour le scrutin de 2006 seulement 65 inscrits sur les listes électorales. En 2003, le gouvernement de Robert Woonton avait, du reste, proposé son rattachement à Ivirua au grand dam des habitants de Tamarua qui tenaient à conserver leur député, d'autant qu'il existe une rivalité ancestrale entre les deux villages. La proposition fut finalement rejetée.

## Élections de 2004
Avec 43 bulletins de vote soit 68,3 % des voix Mii Parima remportait lors de ces élections sa troisième victoire d'affilée.
| Miimama Parima (CIP) | 68,3 % |
| Andy Matapo (DP)     | 31,7 % |

## Élections de 2006
Parima était relativement aisément réélu lors de ces élections face au même adversaire qu'aux élections précédentes. Souffrant d'un cancer, il devait s'éteindre à Auckland en décembre 2008. Pour les élections partielles qui suivirent, le candidat CIP Pukeiti Teriiti Pukeiti fut nommé d'office aucun autre candidat ne s'étant présenté face à lui.
| Miimama Parima (CIP) | 61,3 % |
| Andy Matapo (DP)     | 38,7 % |